# Lithobates johni
La  rana huasteca o rana de Moore (Lithobates johni) es una especie de anfibio anuro de la familia Ranidae. Es endémica de los estados de San Luis Potosí, Hidalgo, Veracruz y Puebla, México. La palabra Lithobates viene del griego lithos,  piedra y bates, que pisa, es decir significa "que pisa sobre la roca" o "escalador de roca".

## Descripción
Su color es verde olivo oscuro en la región dorsal y de color claro a blanco en la parte ventral, con una franja blanca que pasa sobre el ojo y termina hacia el antebrazo. En la parte anterior de las piernas tiene bandas oscuras transversales. En los dedos tiene discos desarrollados, tubérculos alargados en las extremidades con forma de cuchillos, y pústulas en el área dorsal. La longitud del hocico a la cloaca en un macho adulto puede ser de entre 6.2 y 8.1 cm.

## Distribución de la especie
Es endémica de México de los estados de San Luis Potosí (Palictla, Municipio de Tamazunchale), noroeste de Hidalgo y de Puebla, en la cuenca alta del río Tecolutla, río Ajajalpa, y río Tehuancate.

## Ambiente terrestre
Vive en selva alta perennifolia, selva mediana subperennifolia y bosque mesófilo de montaña entre los 200 y los 800 m.s.n.m. Sin embargo los ejemplares hasta ahora colectados han sido en la vegetación acuática de los bosques de galería.

## Estado de conservación
Se conoce muy poco de la biología y hábitos de la rana huasteca y se han registrado pocos individuos en contadas localidades. Se considera En Peligro de Extinción (Norma Oficial Mexicana 059) y En Peligro en Lista Roja de la UICN.